# Komunitní rada Manhattanu 3

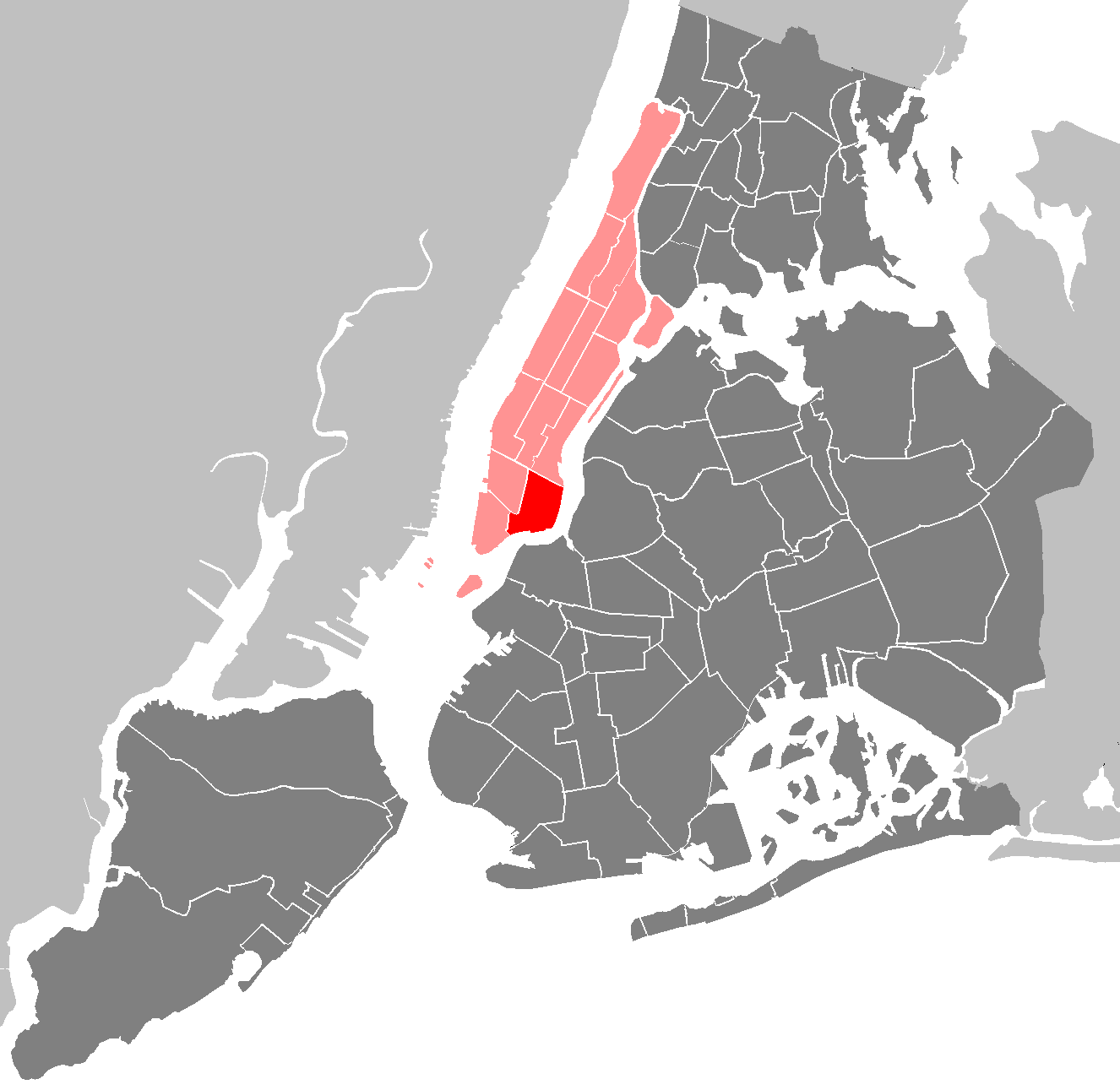
Poloha na Manhattanu

Komunitní rada Manhattanu 3 (Manhattan Community Board 3) je jednou z komunitních rad na newyorském Manhattanu.
Zahrnuje části Alphabet City, East Village, Lower East Side, Chinatown a Two Bridges.
Na východě je ohraničena průlivem East River, na jihu Brooklynský most, na západě ulicemi Pearl Street, Baxter Street, Canal Street, Bowery a Čtvrtou Avenue a na severu 14. ulicí. Předsedou je David McWater a správkyní je Susan Stetzer.